# 라 롱카 데 오로
《라 롱카 데 오로》(스페인어: La ronca de oro)은 2014년 방영된 콜롬비아의 텔레노벨라이다.